# Liste der Biografien/Gory
Liste der Biografien |
Portal Biografien |
Personensuche
# |
A |
B |
C |
D |
E |
F |
G |
H |
I |
J |
K |
L |
M |
N |
O |
P |
Q |
R |
S |
T |
U |
V |
W |
X |
Y |
Z |
?
 
Ga |
Gb |
Gc |
Gd |
Ge |
Gf |
Gh |
Gi |
Gj |
Gk |
Gl |
Gm |
Gn |
Go |
Gp |
Gq |
Gr |
Gs |
Gu |
Gv |
Gw |
Gy |
Gz
 
Goa |
Gob |
Goc |
God |
Goe |
Gof |
Gog |
Goh |
Goi |
Goj |
Gok |
Gol |
Gom |
Gon |
Goo |
Gop |
Gor |
Gos |
Got |
Gou |
Gov |
Gow |
Goy |
Goz
 
Gora |
Gorb |
Gorc |
Gord |
Gore |
Gorf |
Gorg |
Gorh |
Gori |
Gorj |
Gork |
Gorl |
Gorm |
Gorn |
Goro |
Gorp |
Gorr |
Gors |
Gort |
Goru |
Gorv |
Gory |
Gorz
Die Liste der Biografien führt alle Personen auf, die in der deutschsprachigen Wikipedia einen Artikel haben. Dieses ist eine Teilliste mit 6 Einträgen von Personen, deren Namen mit den Buchstaben „Gory“ beginnt.

## Gory

### Gorya
- Goryachova, Anna (* 1983), russische Opernsängerin (Mezzosopran)

### Goryc
- Gorycka, Paula (* 1990), polnische Radrennfahrerin

### Goryl
- Goryl, Łukasz (* 1992), polnischer Naturbahnrodler

### Goryo
- Goryō, Junki (* 1989), japanischer Fußballspieler

### Gorys
- Gorys, Andrea (* 1961), deutsche Klassische Archäologin, Reisejournalistin und Sachbuchautorin
- Gorys, Erhard (1926–2004), deutscher Autor und Kunsthistoriker